# Karbromal
Karbromal je hipnotik/sedativ. On je originalno sintetisan 1909.